# Tram-train
Ne doit pas être confondu avec Train-tram.

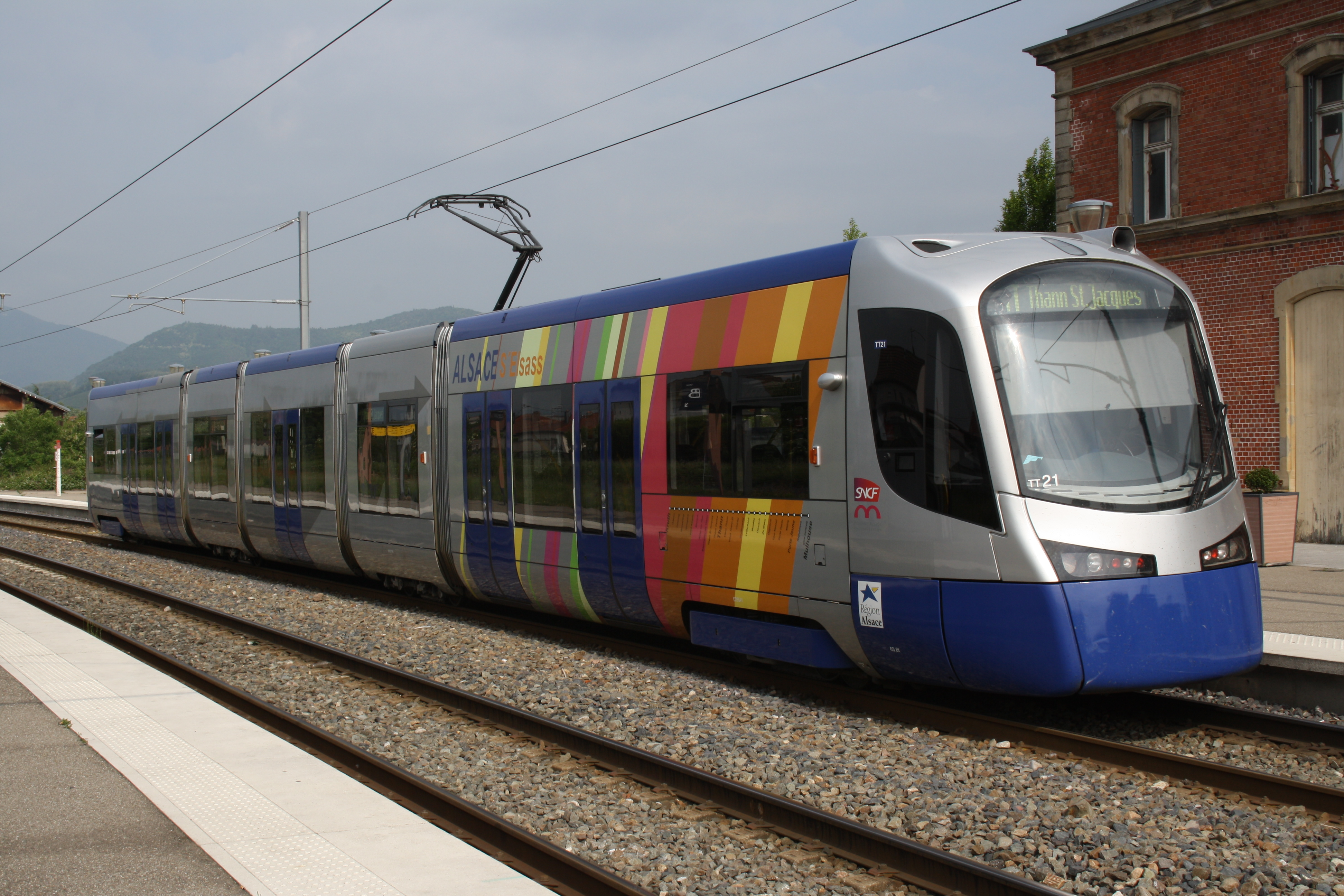
Le tram-train de Mulhouse, premier véritable tram-train français

Le tram-train est un véhicule dérivé du tramway, apte à circuler à la fois sur des voies de tramway en milieu urbain et sur le réseau ferroviaire, afin de relier sans rupture de charge des destinations situées dans le périurbain, voire au-delà.
Par extension, le terme de tram-train désigne aussi le système de transport en commun utilisant ce type de véhicule en interconnectant réseaux de tramway et ferroviaire.
Ce terme désigne également, de façon abusive, des systèmes de transport en commun de type train léger (utilisant des trams-trains sur le réseau ferroviaire, mais sans interconnexion avec le réseau de tramway) ou de type tramway express (utilisant des tramways sur des lignes suburbaines, mais sans interconnexion avec le réseau ferroviaire),.

## Le concept originel

### Le modèle de Karlsruhe

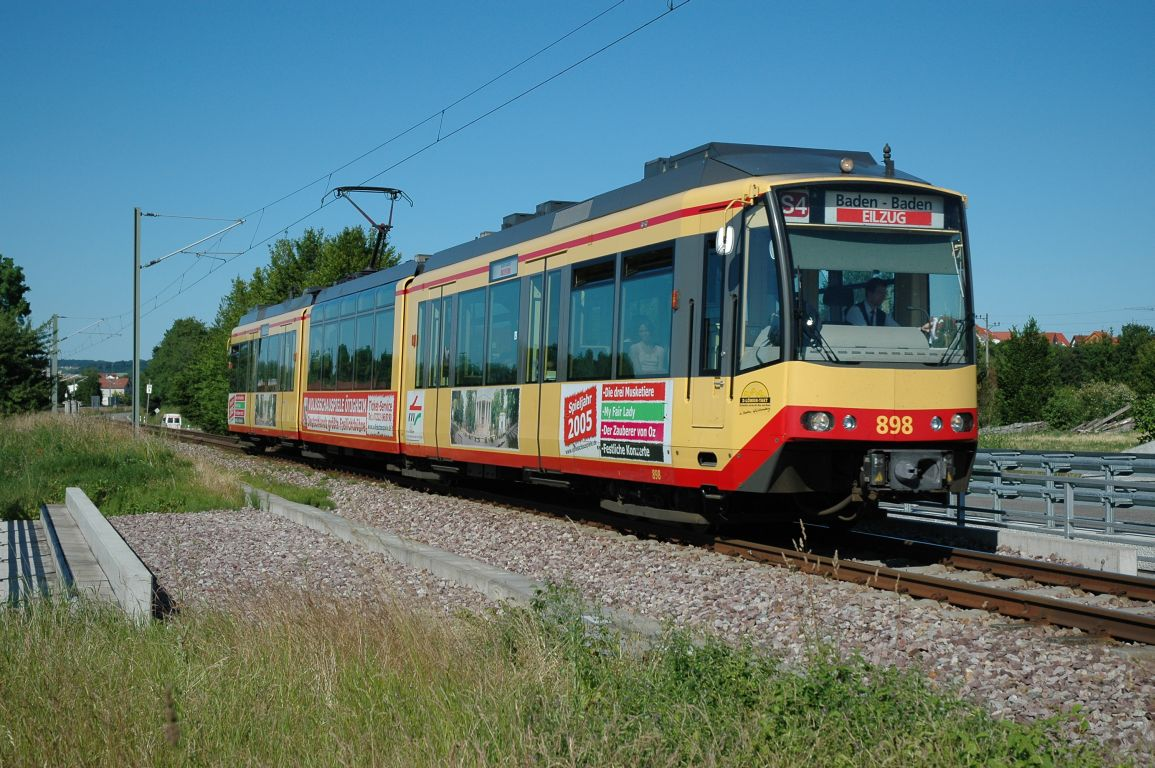
Ligne S4 du tram-train de Karlsruhe (Allemagne)

Le modèle de Karlsruhe est à l'origine du concept de tram-train. Ce modèle est né en 1992, dans la région de Karlsruhe, en Allemagne.

### Éléments techniques
Ce système nécessite une interconnexion physique des réseaux urbain et ferroviaire ainsi qu’un matériel apte à circuler sur les deux réseaux, c’est-à-dire compatible avec le chemin de fer classique (signalisation, puissance, résistance, hauteur et distance aux quais) et les normes de sécurité liées à la circulation urbaine (capacités de freinage, signalisation).
En particulier, comme les électrifications des deux réseaux sont en général différentes, les véhicules doivent pouvoir supporter les tensions respectives de chaque réseau (750 V Courant continu / 15 kV Courant alternatif ; 750 V Courant continu / diesel). Dans le cas d’un véhicule à traction électrique et thermique, on parle de véhicule bi-mode.
Pour rendre possible le passage d’un système d’alimentation à un autre, et pour permettre au véhicule de commuter entre l’alimentation ferroviaire et urbaine, l’infrastructure est munie d’une zone de tension nulle, appelée zone de changement de tension. Une telle zone n’est pas nécessaire dans le cas de véhicules hybrides, c’est-à-dire munis d’une traction diesel.
Dans certains cas, les trams-trains circulent à la fois sur le réseau de tramway et sur le réseau ferroviaire, mais sans cohabiter sur ce dernier avec d'autres trains. C'est le cas de la ligne 4 du tramway d'Île-de-France, qui emprunte une ligne à caractéristiques ferroviaires fortes (dont l’électrification en 25 kV - 50 Hz), mais dont elle a l'usage exclusif, et des voies de tramway classiques.

### L'offre
L’offre permise par ce mode de transport en commun peut alors être vaste et contribuer à un maillage plus efficace de l’ensemble du réseau, notamment en cas de combinaison avec le tramway classique. Dans le cas où l’offre de transport urbaine ou régionale n’est pas substituée par le tram-train, il est nécessaire de vérifier que les lignes empruntées disposent de la capacité suffisante compte tenu de l’ensemble des circulations qui doivent cohabiter sur une même infrastructure. Du fait de son caractère à la fois urbain et régional, le tram-train est souvent l’occasion de réorganiser les réseaux de transport en commun existants autour de lignes de fortes affluences, que ce soit pour le transport public routier ou ferroviaire, urbain et régional.
Par rapport au transport ferroviaire régional classique, l’avantage majeur du tram-train réside dans la liaison directe offerte aux usagers entre la périphérie et le centre-ville. Il permet ainsi d’éviter les ruptures de charge liées aux correspondances en gare, que l’on rencontre habituellement pour les déplacements ferroviaires périphérie/centre-ville.

### Distances entre points d'arrêt
De ce fait, la distance entre les stations est très variable sur les lignes concernées, puisqu’elle varie entre une interstation faible en centre-ville (souvent inférieure à 500 m), alors qu’elle est typiquement de plusieurs kilomètres dans la partie périurbaine de la ligne, où les bourgs et villages sont plus éloignés et séparés par des espaces agricoles et peu habités.

## Les concepts dérivés

### Le tram-train comme train léger

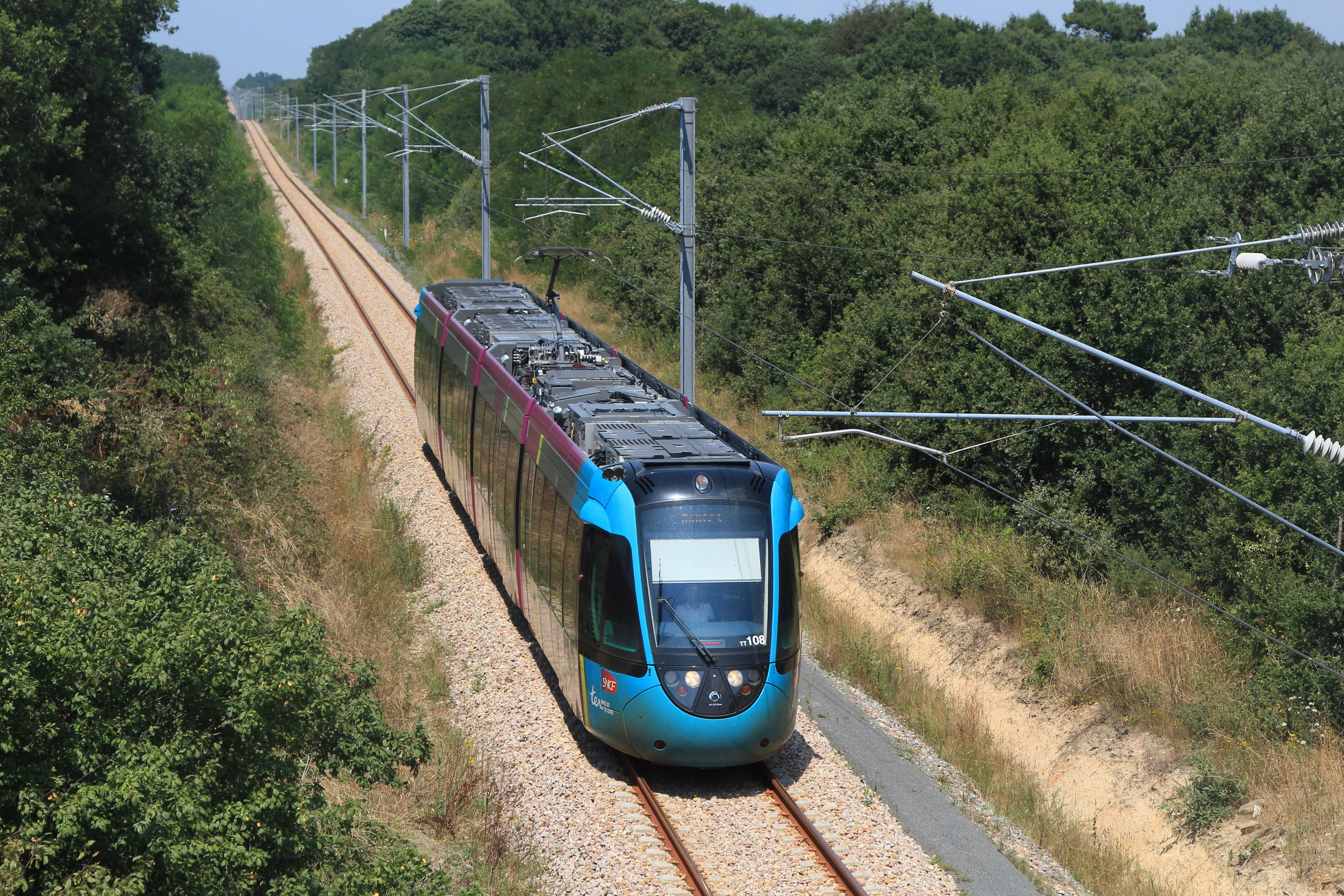
Le tram-train Nantes-Châteaubriant

L'invention du tram-train a donné naissance à une nouvelle catégorie de matériel roulant, intermédiaire entre tramway et train. Ce nouveau matériel roulant a été mis à profit sur des lignes ferroviaires suburbaines. Dans ce cas, l'application du tram-train est 100 % ferroviaire, le tram-train étant adopté pour sa légèreté et ses performances d'accélération et de freinage. On peut parler de train léger.
Ce concept a été mis en œuvre sur une partie du réseau pionnier de Karlsruhe et en France, avec les trams-trains de Nantes ou le tram-train de l'Ouest lyonnais par exemple.

### Le tramway express

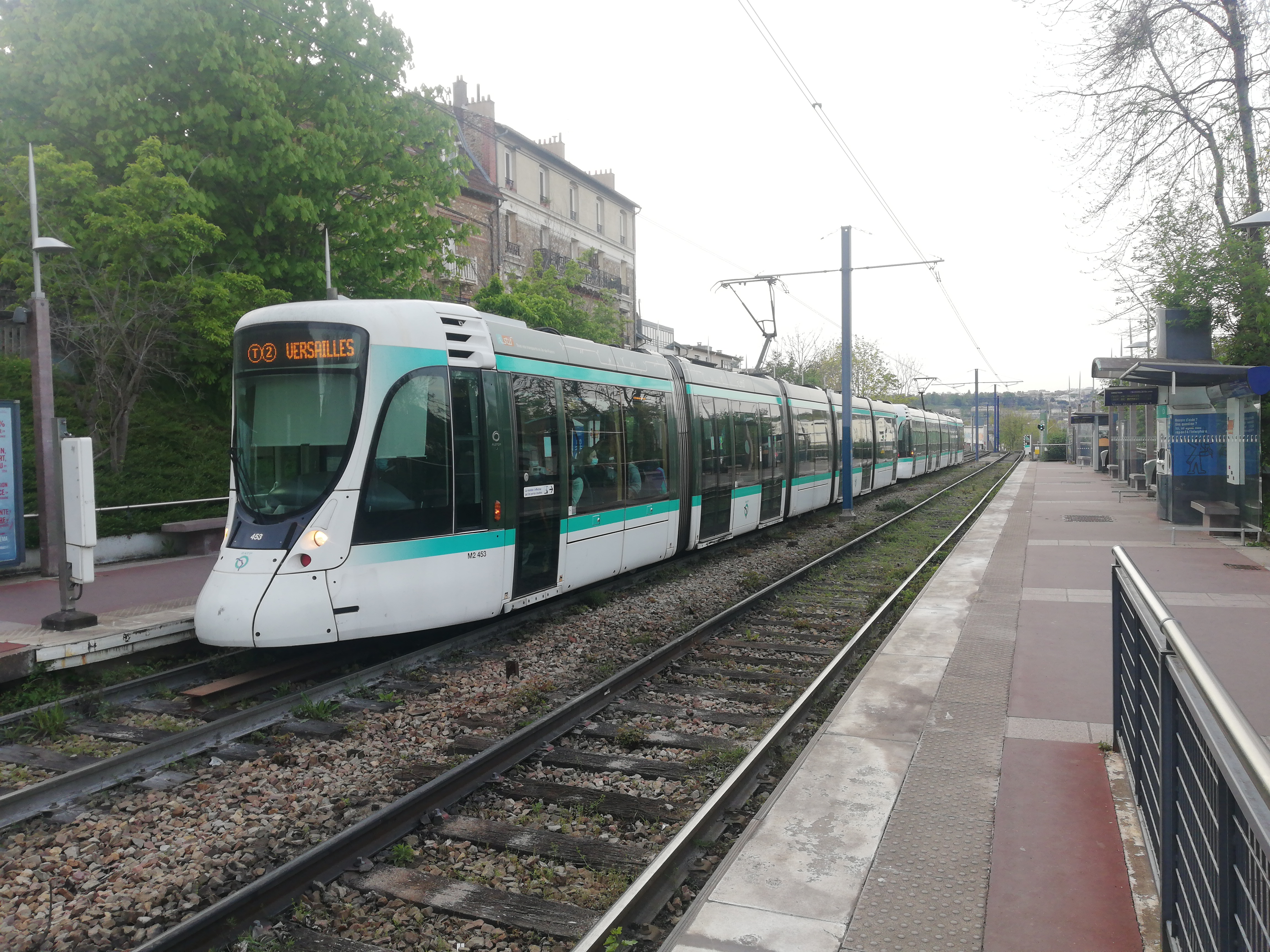
Le tramway T2 d'Île-de-France

Le tram-train a ouvert la voie à des extensions des réseaux de tramway vers les zones périurbaines, sans interconnexion avec le réseau ferroviaire. On parle de « tramway express », de « tramway rapide » ou de « tramway suburbain »,.
Certains projets réutilisent d'anciennes emprises ferroviaires pour y faire circuler exclusivement des tramways. En France, on peut citer la ligne T2 du tramway d'Île-de-France, ou la ligne T3 de tramway de Lyon. Ces lignes de tramway se caractérisent par leur caractère express : une majeure partie de leur linéaire est en site protégé (hors chaussée, parfois doté de passages à niveau), et elles sont dotées d'un nombre d'arrêts moins important que le tramway urbain classique.
D'autres projets consistent en la création d'infrastructure ferroviaire périurbaine dédiée aux tramways, comme pour le Rhônexpress de Lyon.

### Le train-tram
Le train-tram a une approche inverse du tram-train, bien que visant le même but : il s’agit de faire entrer un train adapté en centre-ville sur des voies de type tramway. Le premier cas contemporain reconnu est celui de Zwickau. Jusqu'en 1936 circulaient des « trains-tramways » entre Saint-Ouen et Pantin.

## Trams-trains en service

### Allemagne

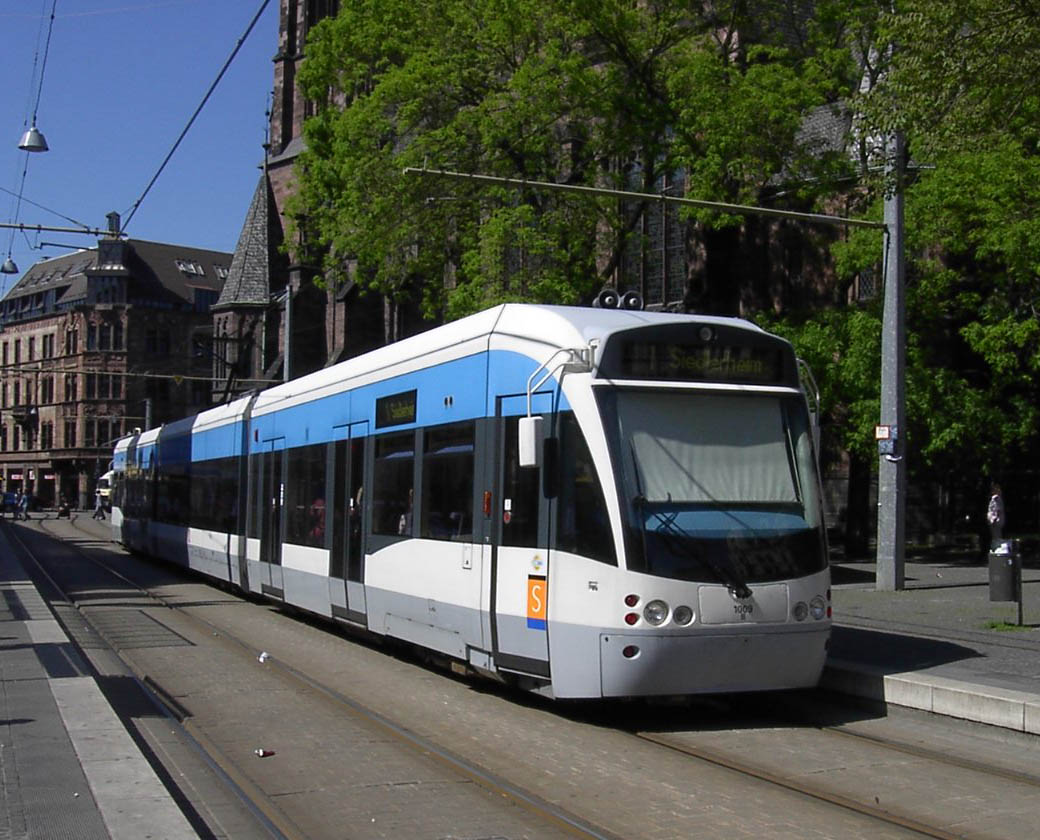
Le tram-train de Sarrebruck

Le réseau de tram-train de Karlsruhe est considéré comme le premier tram-train au monde. Cinq lignes relèvent stricto sensu du tram-train : les lignes S4, S41, S5, S51, S52. Les autres lignes sont de type trains légers (S31, S32, S6, S9) ou de type tramways express (S1, S2, S11).
En Allemagne, pays de naissance du tram-train, on a assisté, à une certaine diffusion du concept de tram-train. Les nouvelles lignes et les nouveaux réseaux (Nordhausen, Kassel, Chemnitz et Sarrebruck) peuvent être qualifiés de tram-train de deuxième génération. Ils représentent une adaptation du modèle de Karlsruhe aux conditions locales.

### France

#### Trams-trainsstricto sensu
Le premier tram-train interconnecté en service en France est en réalité le Saarbahn, tram-train allemand de Sarrebruck qui circule jusqu’en gare de Sarreguemines, parcourant environ 1,5 km sur les voies du réseau ferré national français.
Depuis le 12 décembre 2010, le tram-train Mulhouse-Vallée de la Thur relie Mulhouse à Thann. On remarquera que le tramway de Mulhouse a depuis sa création en 2006 été appelé « TramTrain » avec cette orthographe spécifique, alors qu'il n'était pas encore connecté au réseau ferré national. Il s'agit cependant du premier véritable tram-train français circulant à la fois dans le périmètre urbain de Mulhouse et en dehors sur le réseau ferré de la vallée de la Thur.
En Île-de-France, la ligne T4, mise en service en novembre 2006, bien qu’utilisant du matériel de type tram-train, est au départ dans une situation ambiguë. En effet, bien qu'étant en mode tramway sur l'intégralité de son parcours, elle ne comporte aucune section de type urbain : la circulation se fait seulement sur des voies du réseau ferré national exclusivement dédiées à son usage. On est donc plutôt dans le cadre d’une ligne de train léger. Mais la donne change en 2019 avec le prolongement de la ligne jusqu'à l'hôpital de Montfermeil, qui s’effectue en milieu strictement urbain.
Le 6 juillet 2022, la ligne T13 est mise en service entre Saint-Cyr-l'École et Saint-Germain-en-Laye via la Saint-Nom-la-Bretèche et le camp des Loges. Cette ligne peut être considérée comme un tram-train car elle circule à la fois en mode train sur le réseau ferré national (même si elle est la seule utilisatrice de la ligne), et en mode tramway à St-Germain-en-Laye.
La ligne T12 est mise en service le 10 décembre 2023 entre Évry-Courcouronnes et Massy. Elle circule en mode train de Massy à Epinay-sur-Orge (où contrairement à la ligne T13, elle n'est pas seule utilisatrice de sa ligne), et elle circule en mode tramway d'Epinay-sur-Orge jusqu'à Évry-Courcouronnes.

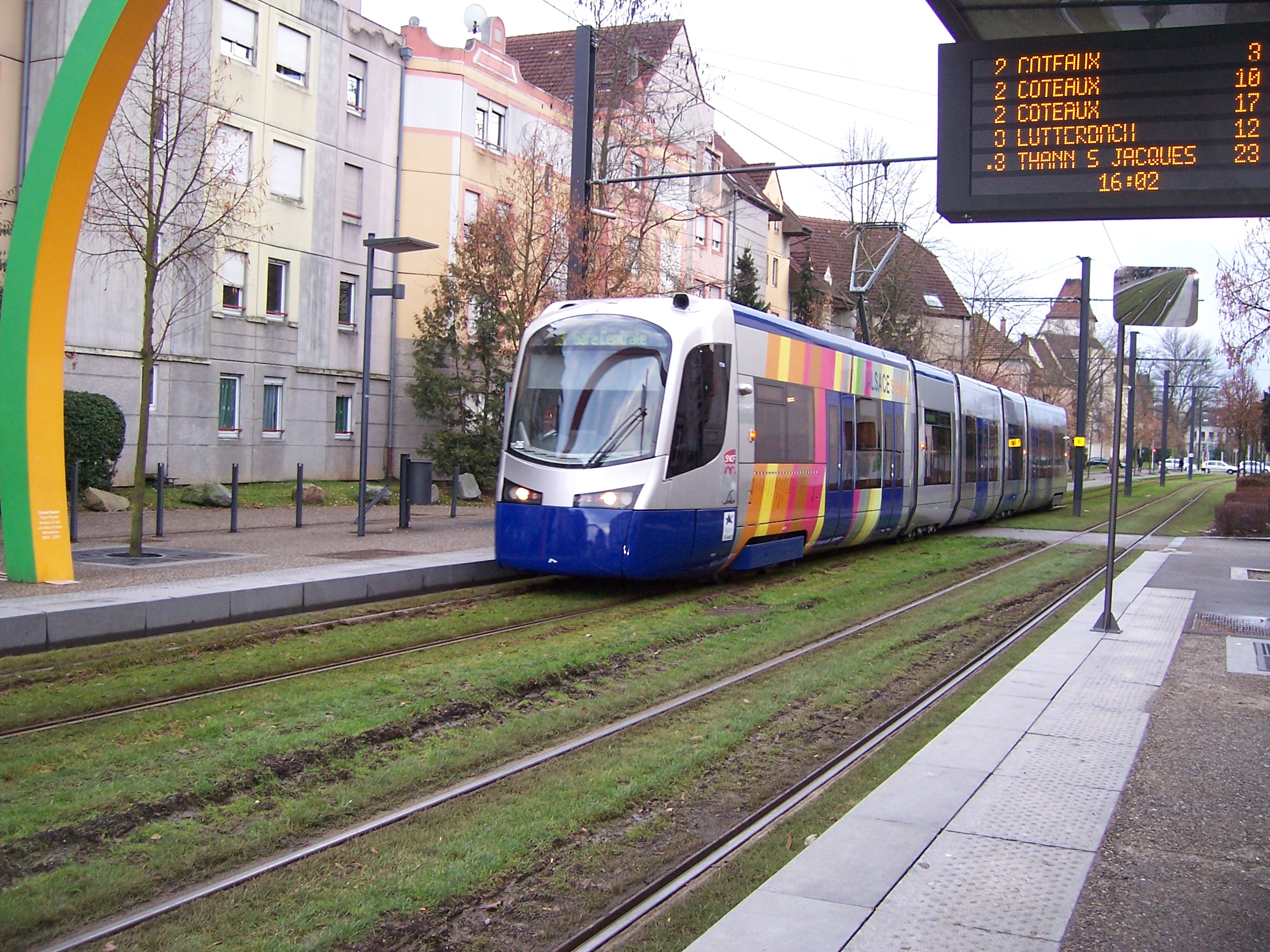
Rame du tram-train Mulhouse-Vallée de la Thur à Porte Haute
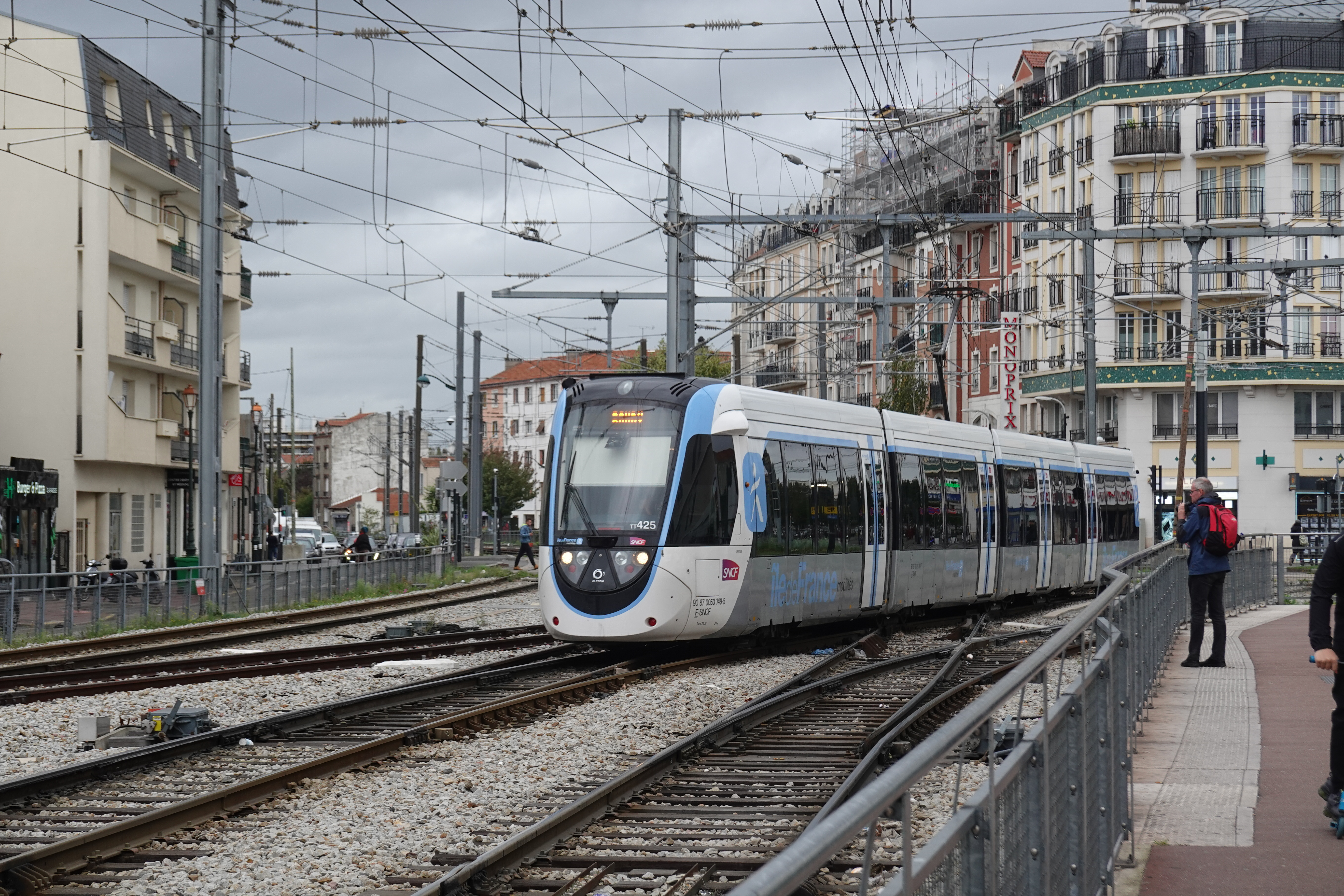
Rame de la ligne T4 d'Île-de-France à Gargan
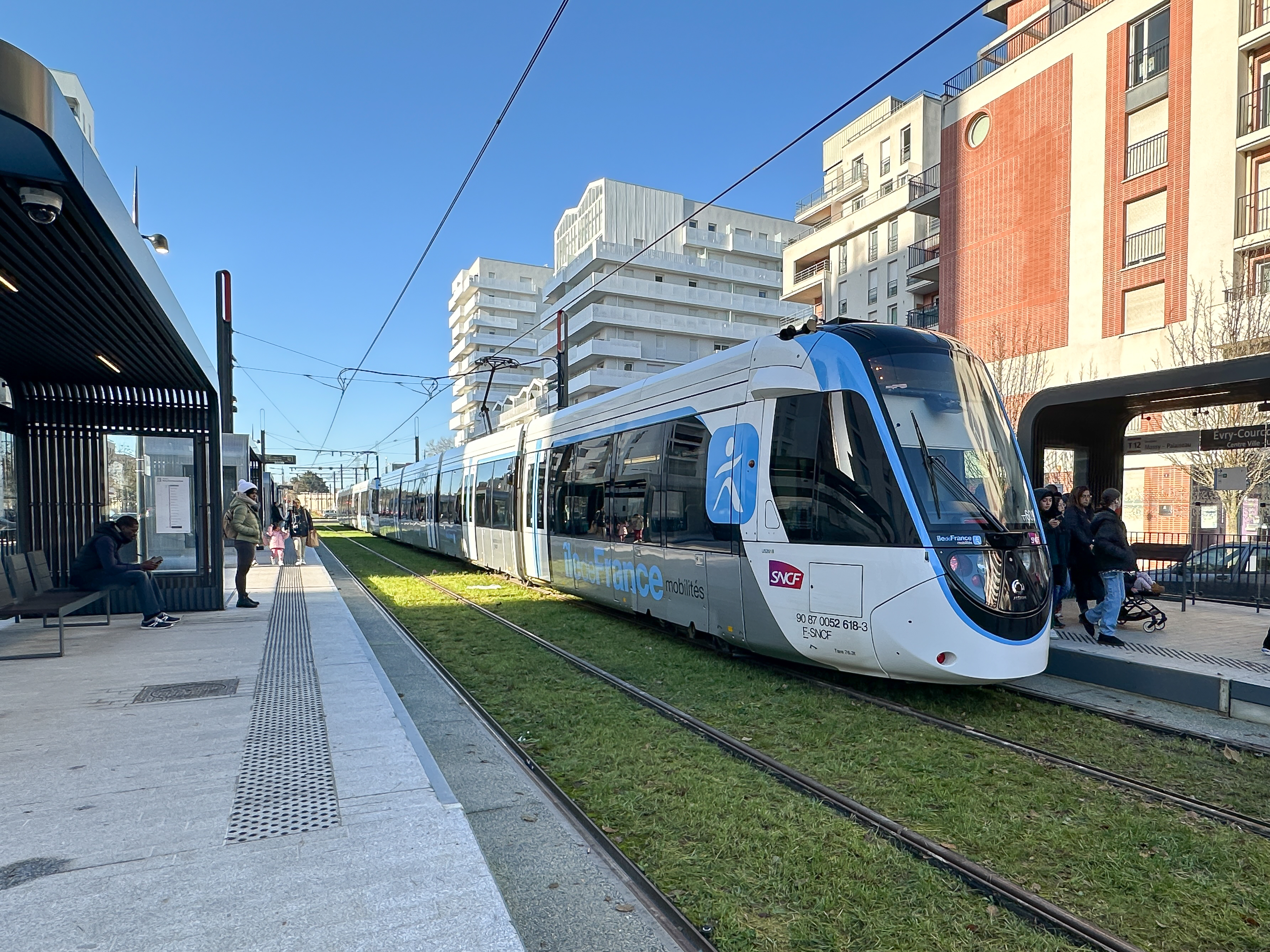
Rame de la ligne T12 d'Île-de-France à Évry-Courcouronnes
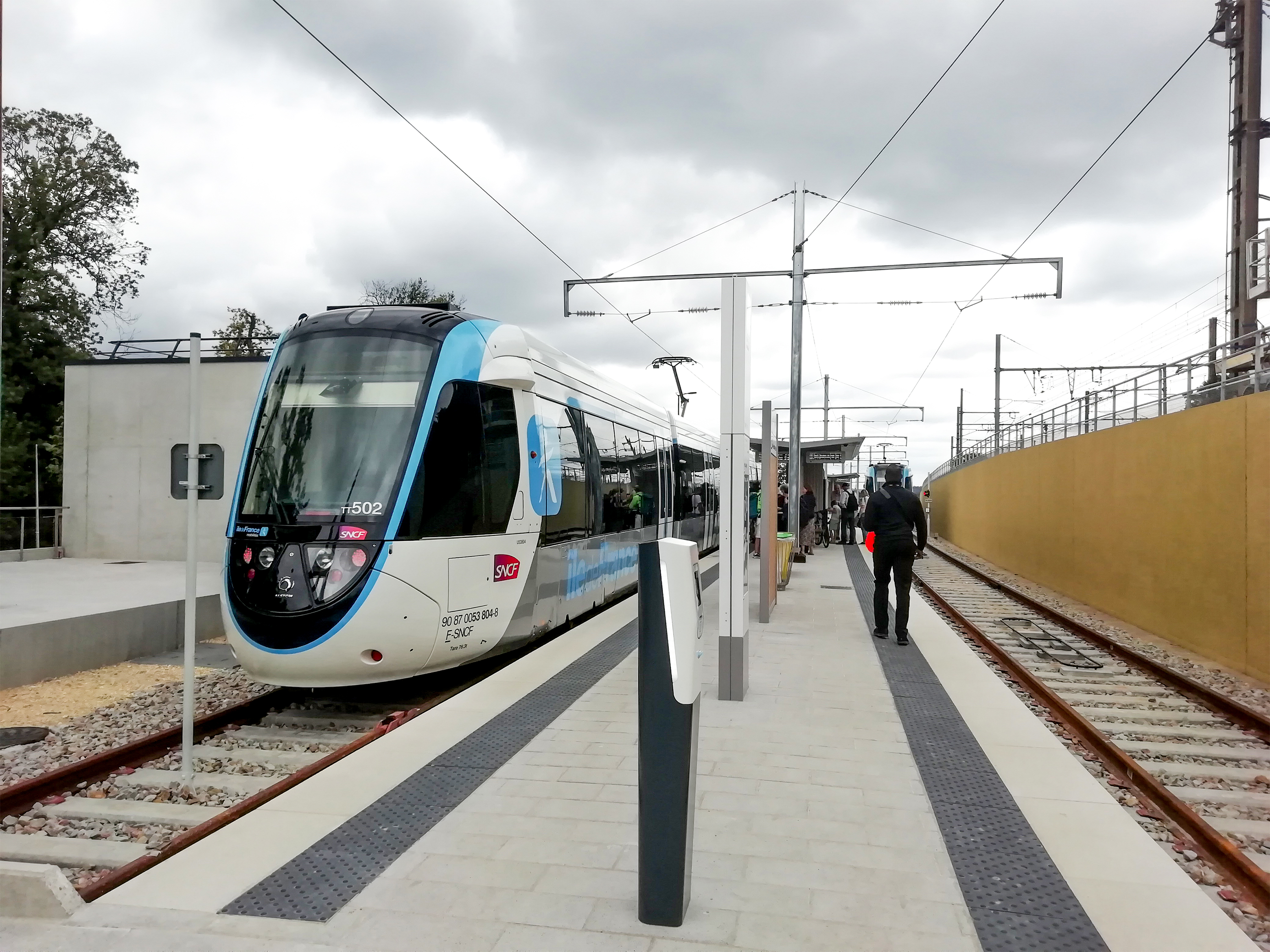
Rame de la ligne T13 d'Île-de-France à Saint-Cyr

#### Trains légers
Depuis le 15 juin 2011, le premier des trams-trains de Nantes a été mis en service sur la liaison Nantes - Clisson. Quatre rames de type Citadis Dualis circulent sur la portion de la ligne de Nantes-Orléans à Saintes entre la gare de Nantes et celle de Clisson effectuant le trajet en 28 minutes, à une vitesse de pointe de 100 km/h, en desservant les six gares intermédiaires. En réalité, dans un premier temps, il sera considéré plus proche d'un train léger que d'un tram-train, car il ne pourra pas encore emprunter le réseau du tramway de Nantes dans l'immédiat.
 
Un deuxième tram-train a été mis en service à suite de la réouverture de l'ancienne ligne Nantes - Châteaubriant le 28 février 2014. S'il est également plus proche d'un train léger que d'un tram-train, ce matériel circule sur une ligne à signalisation simplifiée, et rencontre même une signalisation tramway aux carrefours proches du pôle d'échange Haluchères-Batignolles.
Le 22 septembre 2012, la première branche du tram-train de l'Ouest lyonnais est mise en service et relie la gare Saint-Paul à celle de Sain-Bel, puis la deuxième branche en direction de Brignais, le 8 décembre 2012. Des rames de type Citadis Dualis circulent sur les deux lignes en service. Toutefois, ce réseau n'entre pas dans le cadre de la définition stricte de tram-train, car il n'y a pas d'interconnexion avec les lignes du tramway de Lyon et il n'en est pas prévu à court terme. Il s'agit donc plutôt d'un train léger.
La ligne T11 d'Île-de-France, mise en service en juillet 2017, est également comparable à un train léger, la ligne étant en mode train sur la totalité de son parcours et étant située uniquement sur des voies du réseau ferré national.

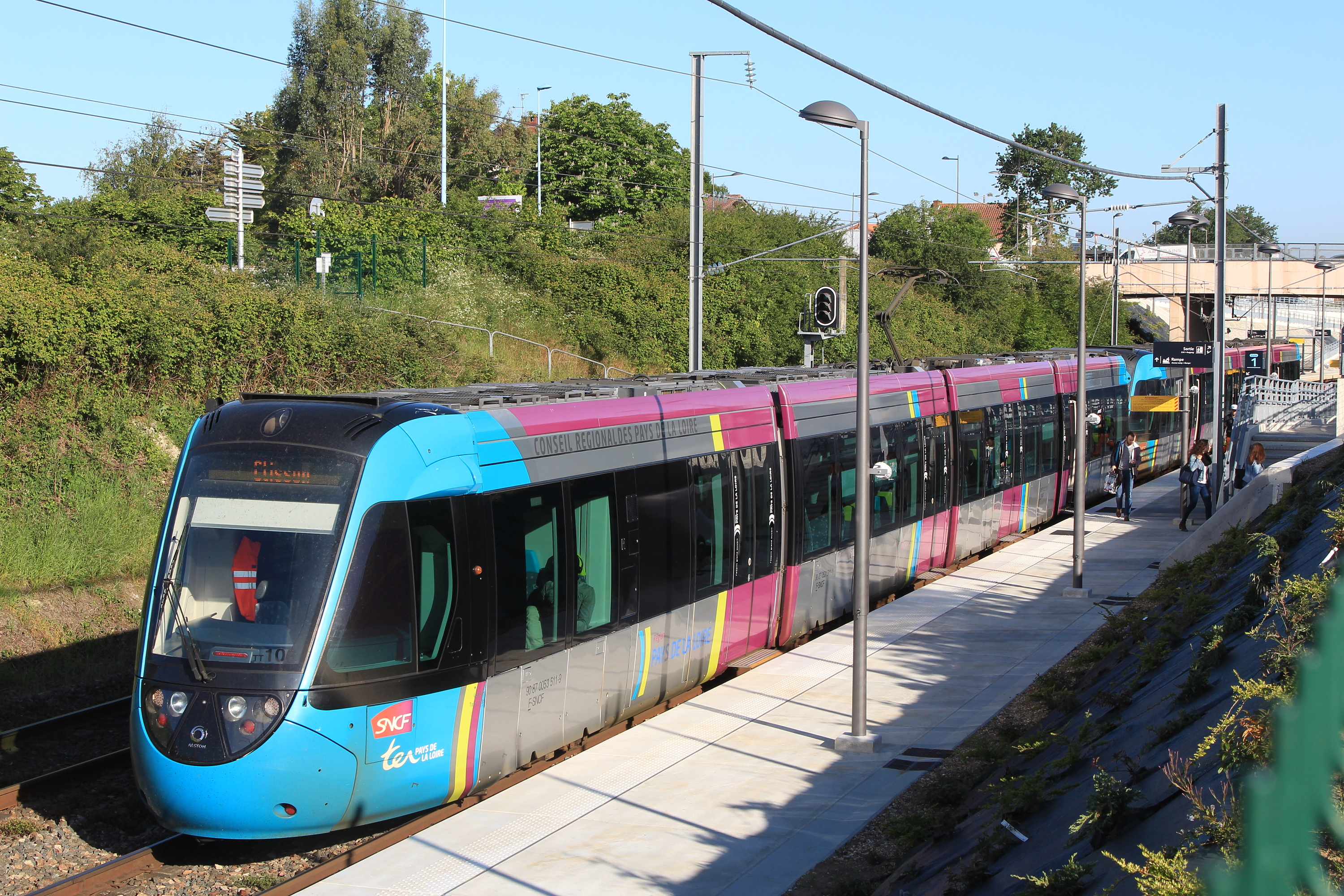
Rame du tram-train de Nantes - Clisson à Gorges
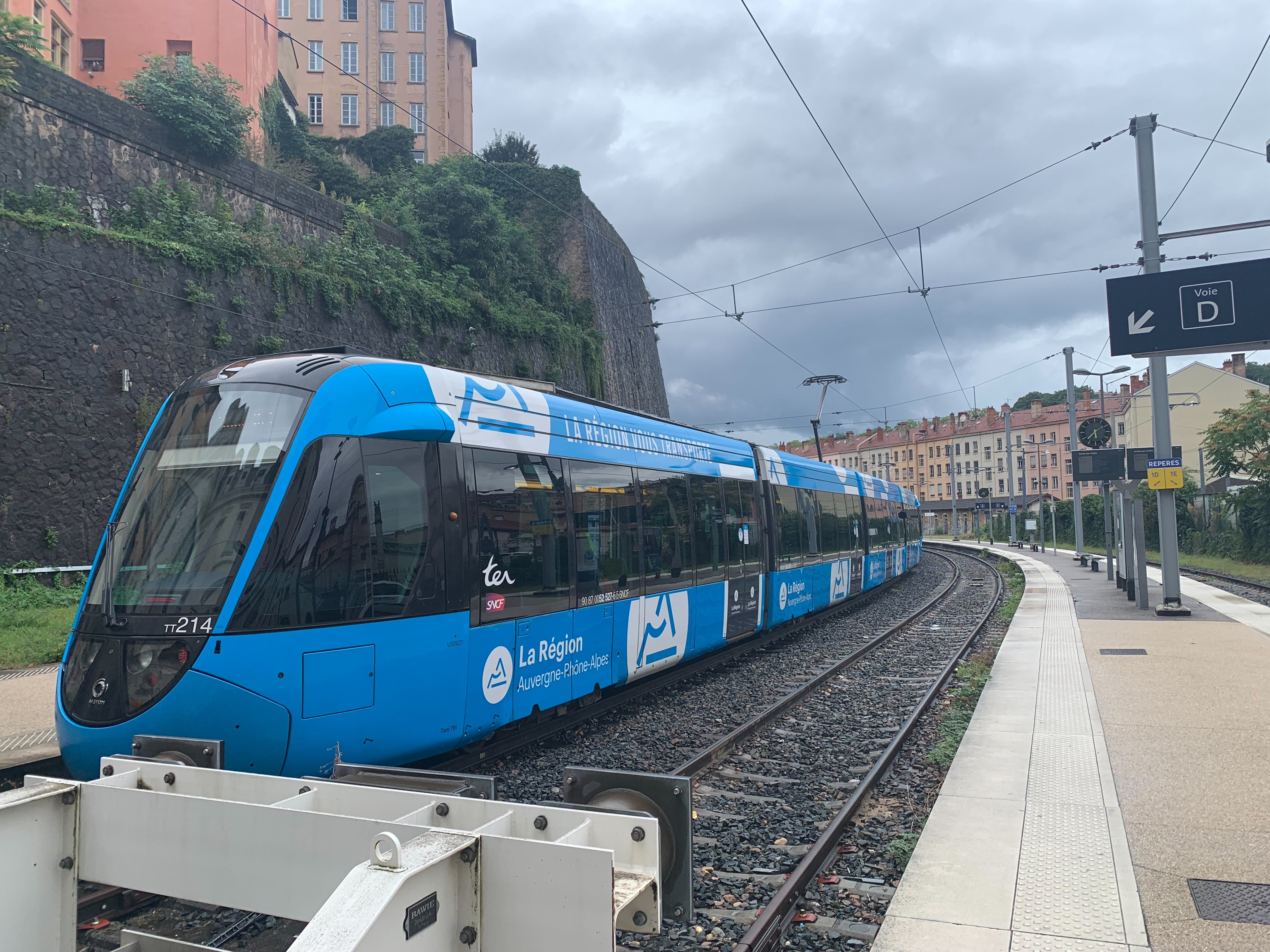
Rame de l'Ouest lyonnais à Lyon Saint-Paul
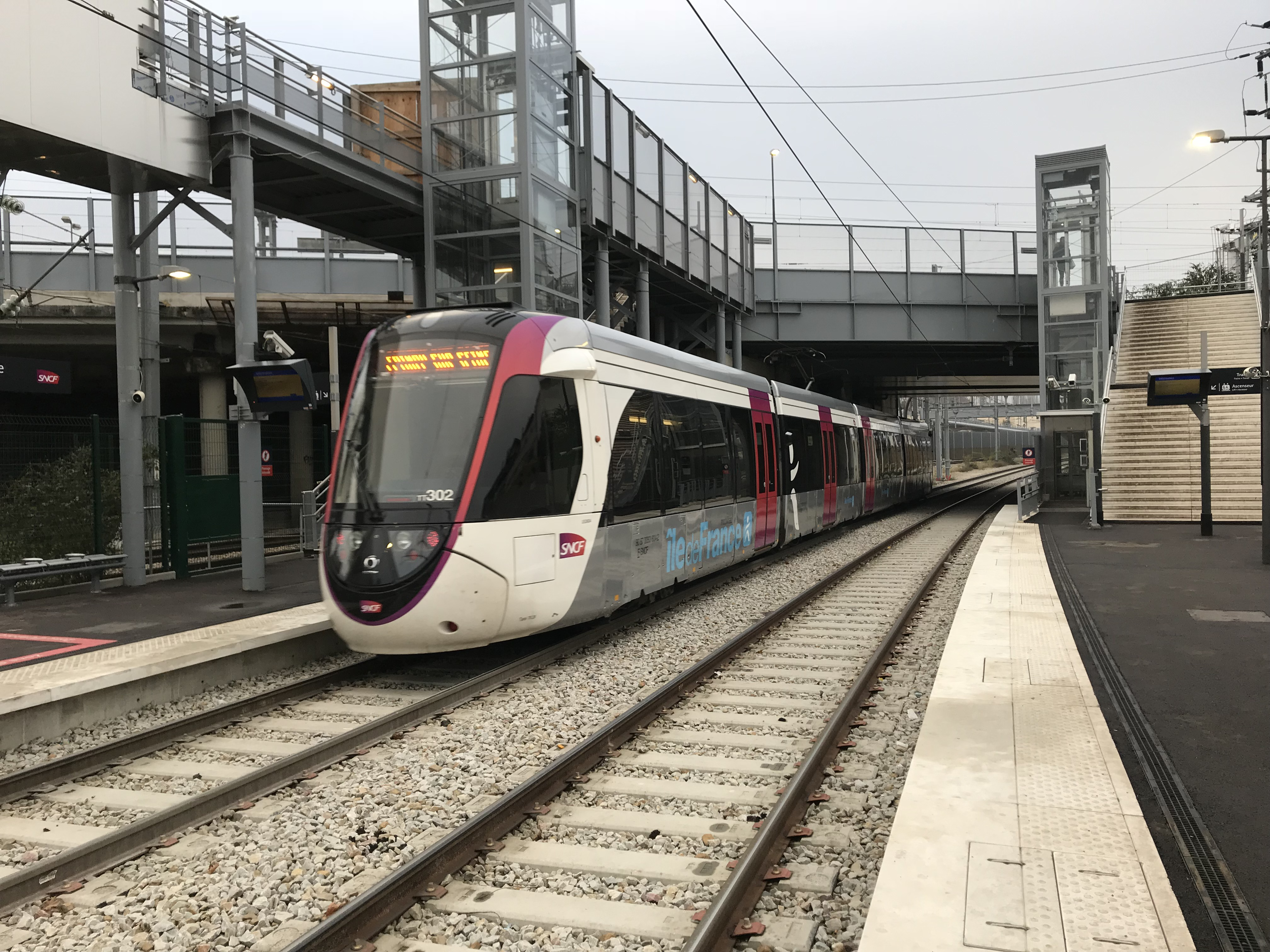
Rame de la ligne T11 d'Île-de-France à Épinay-Villetaneuse

#### Tramways express
La ligne T2 d'Île-de-France ouverte en 1997, bien que ne relevant pas du tram-train, est comparée à ce dernier en raison de sa circulation en grande partie - et initialement à totalité - sur des voies qui faisaient jusqu'en 2005 partie du réseau ferré national. C'est plutôt un tramway express.
À Lyon, la ligne T3 présente des caractéristiques similaires : utilisant l'infrastructure de l'ancien Chemin de fer de l'Est de Lyon, elle est également de type tramway express. Elle partage ses voies avec la ligne Rhônexpress, un autre tramway express qui relie le centre de Lyon à l'aéroport et gare de Lyon Saint-Exupéry, qui utilise des rames qui peuvent atteindre une vitesse de 100 km/h sur une voie nouvelle spécialement créée pour la ligne entre les stations Meyzieu Z.I. et Lyon-Saint-Exupéry.

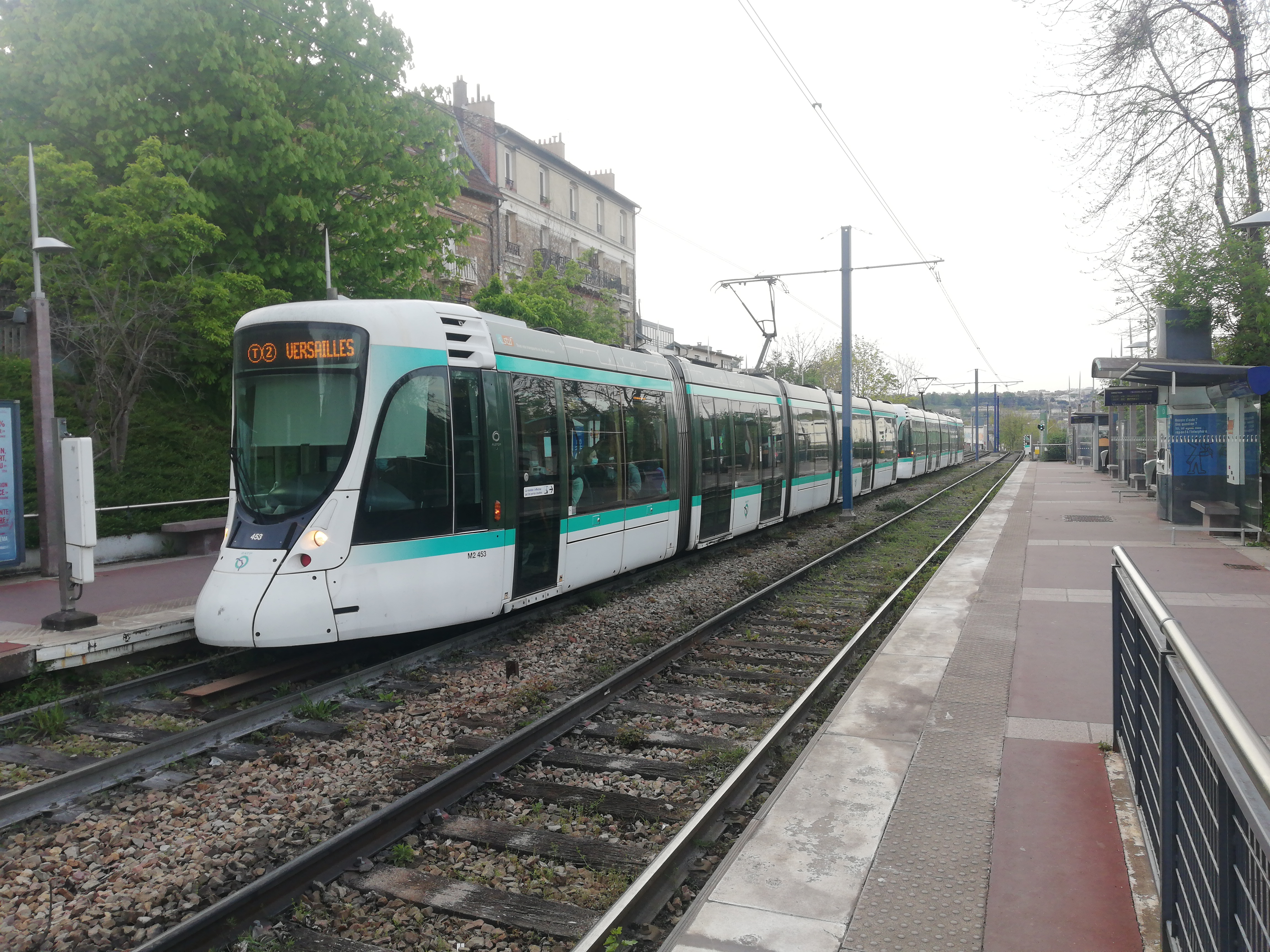
Rame urbaine de la ligne T2 d'Île-de-France à Brimborion
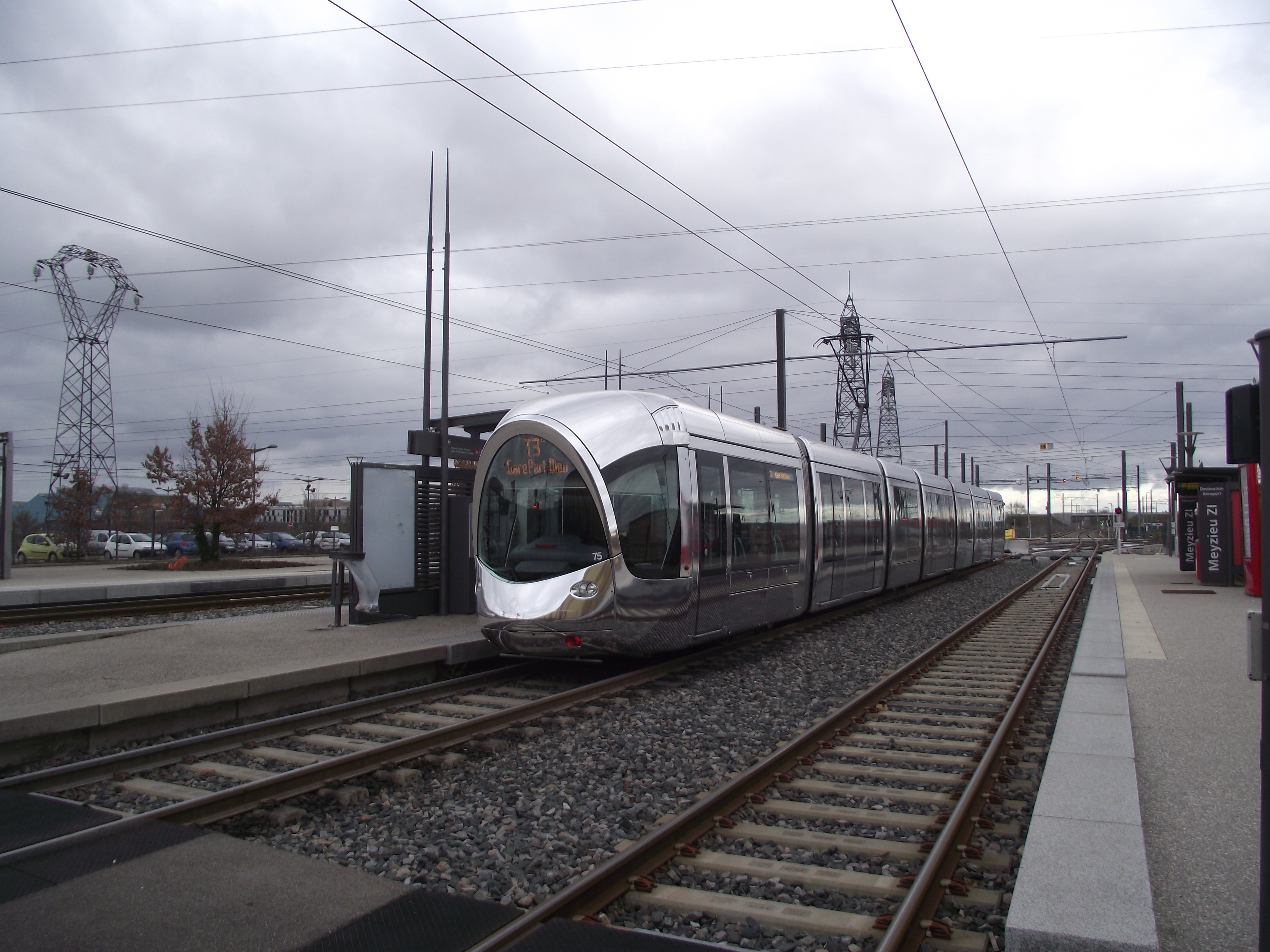
Rame urbaine de la ligne T3 de Lyon à Meyzieu Z.I.
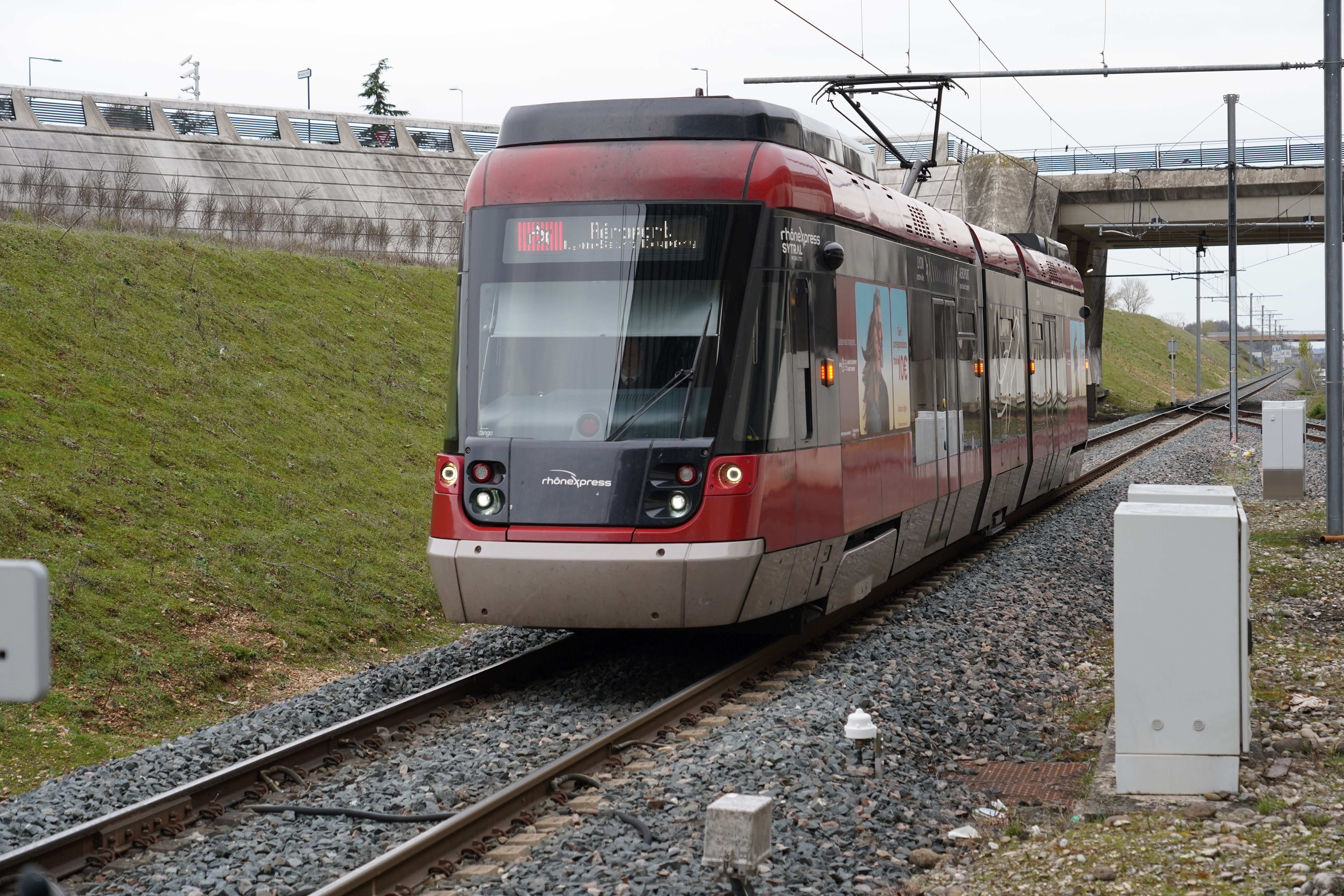
Rame tram-train de la ligne Rhônexpress à Lyon Saint-Exupéry

### Italie

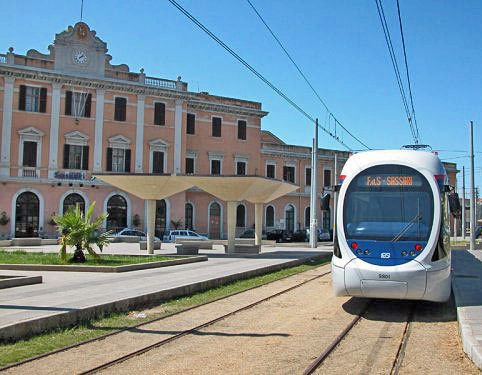
Rame du tram-train de Sassari (Italie)

Le tram-train de Sassari en Sardaigne également connu sous le nom Sassari Metro-tramway (en italien : Metrotranvia di Sassari ou Metropolitana di Sassari leggera) est un système léger sur rail transports publics où les trams circulent sur les pistes d'un réseau de tramway urbain et sur l'actuelle banlieue chemins de fer à voie étroite exploité par la Ferrovie della Sardegna (Chemins de fer de la Sardaigne).[Quoi ?]

### Espagne
- Cadix : le tram-train de la Baie de Cadix, mis en service le 26 octobre 2022, relie Cadix à Chiclana de la Frontera, en passant par San Fernando, en environ une heure. Il constitue le premier et unique tram-train d'Espagne.

## Projets
Le concept de tram-train répondant aux besoins de nombreuses agglomérations, des projets fleurissent en Europe et au-delà.

### Allemagne
Dans la continuité des lignes en service, d’autres sont en projet ou simplement envisagés :
- Brunswick,
- Francfort-sur-le-Main,
- Kiel,
- Ratisbonne,
- Schwerin.

### France
- En Île-de-France, les lignes Tram express :
  - La ligne 11 (ancienne tangentielle nord), ouverte en 2017 entre Épinay-sur-Seine et Le Bourget ; l'ouverture complète entre Sartrouville et Noisy-le-Sec est prévue pour 2032. Ce projet est un train léger car il n'y a pas de circulation en milieu urbain, mais uniquement sur des voies du réseau ferré national.
  - La ligne 12 (ancienne tangentielle sud) entre Massy - Palaiseau et Évry-Courcouronnes, ouverte en 2023 ; extension par la suite de Massy à Versailles-Chantiers. Elle remplacera la Branche C 8 d'Épinay-sur-Orge à Versailles-Chantiers du RER C (voies ferrées nationales) et comporte également une section tramway en milieu urbain.
  - La ligne 13 (ancienne tangentielle ouest), ouverte en 2022 de Saint-Germain-en-Laye à Saint-Cyr-l'École, avec un prolongement prévu en 2027 à Achères, puis après 2030 à Cergy. Elle remplace la Grande ceinture Ouest (ligne L du Transilien) de Noisy-le-Roi à Saint-Germain-en-Laye-Grande-Ceinture.
- L'extension du tramway du Havre prévue d'ici 2027, qui réutilisera les emprises de la ligne ferroviaire entre Le Havre et Montivilliers, tout en circulant en mode tramway urbain. On peut considérer ce projet comme un tramway express du fait de ces caractéristiques[7].
- Le tram-train Barentin – Rouen – Elbeuf entre Barentin et Elbeuf - Saint-Aubin en passant par la gare de Rouen-Rive-Droite, après 2030.
- Transfrontalier France – Allemagne : le projet de tram-train entre Forbach et Sarrebruck[8].
- Le tram-train Nîmes – Sommières[9].
- Un projet de tram-train employant les voies ferrées de l'étoile ferroviaire de Limoges est régulièrement remis sur la table par des syndicalistes et des associations[10]. Dans sa version la plus récente, et dans l'optique d'une parfaite complémentarité avec les autres modes de transport territoriaux, il envisage un réseau final d'environ 400 km de voies permettant de desservir l'ensemble des communes dans un rayon d'une soixantaine de kilomètres autour de Limoges, soit un bassin de population de 435 000 personnes[11].

### Slovaquie
- Un système de tram-train (integrovaná kolejová doprava) autour de la ville de Košice est à l'étude. Le système devrait relier en deux points le réseau de tram et de train[12].

### Maroc
- Le tram-train de Nador, reliant le port d'Aït Ansar (à moyen/long-terme Melilla[13]) à l'aéroport international de Nador Al-Aroui est à l'étude. L'infrastructure ferroviaire existante sur la majorité du tracé renforce ce choix[14].